# 우형
바둑에서 우형(愚形→어리석은 모양)은 돌이 놓여 있는 모양새가 좋지 않은 것 또는 그 돌을 뜻하며, 비효율적 또는 비능률적으로 뭉쳐 있는 돌의 형태를 의미한다.

## 우형의 예
|  |  |  |  |  |  |  |  |  |
|  |  |  |  |  |  |  |  |  |
|  |  |  |  |  |  |  |  |  |
|  |  |  |  |  |  |  |  |  |
|  |  |  |  |  |  |  |  |  |
|  |  |  |  |  |  |  |  |  |
|  |  |  |  |  |  |  |  |  |
|  |  |  |  |  |  |  |  |  |
|  |  |  |  |  |  |  |  |  |

왼쪽 위로부터 시계 방향으로 빈삼각 · 바보사각 · 삿갓형으로, 이들은 우형의 표본으로 꼽힌다.

### 빈삼각
돌 3점이 앞의 그림에서 왼쪽 위의 흑 Δ와 같은 형태로 되어 있는 것을 빈삼각이라 한다.

### 포도송이
|  |  |  |  |  |  |  |  |  |
|  |  |  |  |  |  |  |  |  |
|  |  |  |  |  |  |  |  |  |
|  |  |  |  |  |  |  |  |  |
|  |  |  |  |  |  |  |  |  |
|  |  |  |  |  |  |  |  |  |
|  |  |  |  |  |  |  |  |  |
|  |  |  |  |  |  |  |  |  |
|  |  |  |  |  |  |  |  |  |

위 그림들과 같이 여러 개의 돌들이 마치 포도송이처럼 뭉쳐 있는 형태이다. 한 데 뭉쳐 있기 때문에 당연히 효율면에서 최악의 형태이다. 실전에서는 상대의 돌을 감싸서 포도송이가 되도록 몰아붙이는 전술이 나오기도 한다.